# Tropin dehidrogenaza
Tropin dehidrogenaza (EC 1.1.1.206, tropinon reduktaza (ambiguous), TR-I) je enzim sa sistematskim imenom tropin:NADP+ 3alfa-oksidoreduktaza. Ovaj enzim katalizuje sledeću hemijsku reakciju
tropin + NADP+ {\displaystyle \rightleftharpoons } tropinon + NADPH + H+
Tropinska dehidrogenaza takođe oksiduje druge tropan-3alfa-ole, ali ne i na korespondirajuće beta-derivate. Ovaj enzim zajedno sa EC 1.1.1.236, tropinonskom reduktazom II, predstavlja tačku grananja u tropanskom alkaloidnom metabolizmu.  Tropin (produkt enzima EC 1.1.1.206 se inkorporira u hiosciamin i skopolamin, dok je pseudotropin (product enzima EC 1.1.1.236) prvi specifični metabolit na putu do kalistegina. Oba enzima su uvek zajedno prisutna u vrstama koji proizvode tropanski alkaloid. Oni imaju zajednički supstrat, tropinon, i striktno su stereospecifična.

## Literatura
- Nicholas C. Price; Lewis Stevens (1999). Fundamentals of Enzymology: The Cell and Molecular Biology of Catalytic Proteins (Third изд.). USA: Oxford University Press. ISBN 019850229X.
- Eric J. Toone (2006). Advances in Enzymology and Related Areas of Molecular Biology, Protein Evolution (Volume 75 изд.). Wiley-Interscience. ISBN 0471205036.
- Branden C; Tooze J. Introduction to Protein Structure. New York, NY: Garland Publishing. ISBN 0-8153-2305-0.
- Irwin H. Segel. Enzyme Kinetics: Behavior and Analysis of Rapid Equilibrium and Steady-State Enzyme Systems (Book 44 изд.). Wiley Classics Library. ISBN 0471303097.
- William P. Jencks (1987). Catalysis in Chemistry and Enzymology. Dover Publications. ISBN 0486654605.

## Spoljašnje veze
- Tropinone+reductase+I на 